# Nauru en los Juegos Olímpicos de Pekín 2008
Nauru estuvo representado en los Juegos Olímpicos de Pekín 2008 por un deportista masculino que compitió en halterofilia.
El portador de la bandera en la ceremonia de apertura fue el halterófilo Itte Detenamo. El equipo olímpico nauruano no obtuvo ninguna medalla en estos Juegos.